# Xã Kenockee, Michigan
Xã Kenockee (tiếng Anh: Kenockee Township) là một xã thuộc quận St. Clair, tiểu bang Michigan, Hoa Kỳ. Năm 2010, dân số của xã này là 2.470 người.